# Vidovača
Vidovača (cyr. Видовача) – wieś w Serbii, w okręgu toplickim, w mieście Prokuplje. W 2011 roku liczyła 24 mieszkańców.